# Golf az 1900. évi nyári olimpiai játékokon
Az 1900. évi nyári olimpiai játékokon a golfban két versenyszámban osztottak érmeket. A Nemzetközi Olimpiai Bizottság nem ismeri el hivatalos olimpiai számként.

## Éremtáblázat
(A rendező ország csapata eltérő háttérszínnel, az egyes számoszlopok legmagasabb értéke, vagy értékei vastagítással kiemelve.)
| Az 1900. évi nyári olimpiai játékok éremtáblázata golfban | Az 1900. évi nyári olimpiai játékok éremtáblázata golfban | Az 1900. évi nyári olimpiai játékok éremtáblázata golfban | Az 1900. évi nyári olimpiai játékok éremtáblázata golfban | Az 1900. évi nyári olimpiai játékok éremtáblázata golfban | Olimpia  |
| --------------------------------------------------------- | --------------------------------------------------------- | --------------------------------------------------------- | --------------------------------------------------------- | --------------------------------------------------------- | -------- |
|                                                           | Ország                                                    | Arany                                                     | Ezüst                                                     | Bronz                                                     | Összesen |
| 1.                                                        | Egyesült Államok (USA)                                    | 2                                                         | 1                                                         | 1                                                         | 4        |
|                                                           |                                                           |                                                           |                                                           |                                                           |          |
| 2                                                         | Nagy-Britannia (GBR)                                      | 0                                                         | 1                                                         | 1                                                         | 2        |
|                                                           |                                                           |                                                           |                                                           |                                                           |          |
| Összesen                                                  | Összesen                                                  | 2                                                         | 2                                                         | 2                                                         | 6        |

## Érmesek
| Az 1900. évi nyári olimpiai játékok érmesei férfi golfban |                                               |                                           |                                        |
| Versenyszám                                               | Arany                                         | Ezüst                                     | Bronz                                  |
| Férfi                                                     | Charles Sands · Egyesült Államok (USA)        | Walter Rutherford · Nagy-Britannia (GBR)  | David Robertson · Nagy-Britannia (GBR) |
| Női                                                       | Margaret Ives Abbott · Egyesült Államok (USA) | Pauline Whittier · Egyesült Államok (USA) | Daria Pratt · Egyesült Államok (USA)   |

## Eredmények

### Férfiak
| Helyezés | Név                                       | 1. kör     | 2. kör     | Összesen |
| -------- | ----------------------------------------- | ---------- | ---------- | -------- |
| 1        | Charles Sands · Egyesült Államok (USA)    | 82         | 85         | 167      |
| 2        | Walter Rutherford · Nagy-Britannia (GBR)  | Ismeretlen | Ismeretlen | 168      |
| 3        | David Robertson · Nagy-Britannia (GBR)    | Ismeretlen | Ismeretlen | 175      |
| 4        | Frederick Taylor · Egyesült Államok (USA) | Ismeretlen | Ismeretlen | 182      |
| 5        | H. E. Daunt · Franciaország (FRA)         | Ismeretlen | Ismeretlen | 184      |
| 6        | George Thorne · Nagy-Britannia (GBR)      | Ismeretlen | Ismeretlen | 185      |
| 7        | William Dove · Nagy-Britannia (GBR)       | Ismeretlen | Ismeretlen | 186      |
| 8        | Albert Lambert · Egyesült Államok (USA)   | 94         | 95         | 189      |
| 9        | Arthur Lord · Franciaország (FRA)         | Ismeretlen | Ismeretlen | 221      |
| 10       | A. Deschamps · Franciaország (FRA)        | Ismeretlen | Ismeretlen | 231      |
| 11       | Alexandros Mercati · Franciaország (FRA)  | Ismeretlen | Ismeretlen | 246      |
| 12       | van de Wynckélé · Franciaország (FRA)     | Ismeretlen | Ismeretlen | 252      |

### Nők
| Helyezés | Név                                           | Pont |
| -------- | --------------------------------------------- | ---- |
| 1        | Margaret Ives Abbott · Egyesült Államok (USA) | 47   |
| 2        | Pauline Whittier · Egyesült Államok (USA)     | 49   |
| 3        | Daria Pratt · Egyesült Államok (USA)          | 53   |
| 4        | Froment-Meurice · Franciaország (FRA)         | 56   |
| 5        | Ellen Ridgway · Egyesült Államok (USA)        | 57   |
| 6        | Fournier-Starvolèze · Franciaország (FRA)     | 58   |
| 7        | Mary Abbott · Egyesült Államok (USA)          | 65   |
| 7        | Baronne Fain · Franciaország (FRA)            | 65   |
| 9        | Gelbert · Franciaország (FRA)                 | 76   |
| 10       | A. Brun · Franciaország (FRA)                 | 80   |